# Collegium (ministerio)
Los collegia (plural del término en Latín Collegium, "unido por la ley") donde los departamentos del gobierno del Imperio Ruso, se establecieron en 1717 por Pedro el Grande. Los departamentos estaban alojados en los Doce Colegios construidos en San Petersburgo.

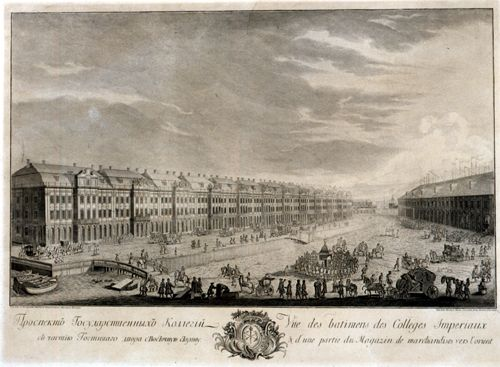
Edificio de los Doce Colegios de San Petersburgo, según un grabado de 1753

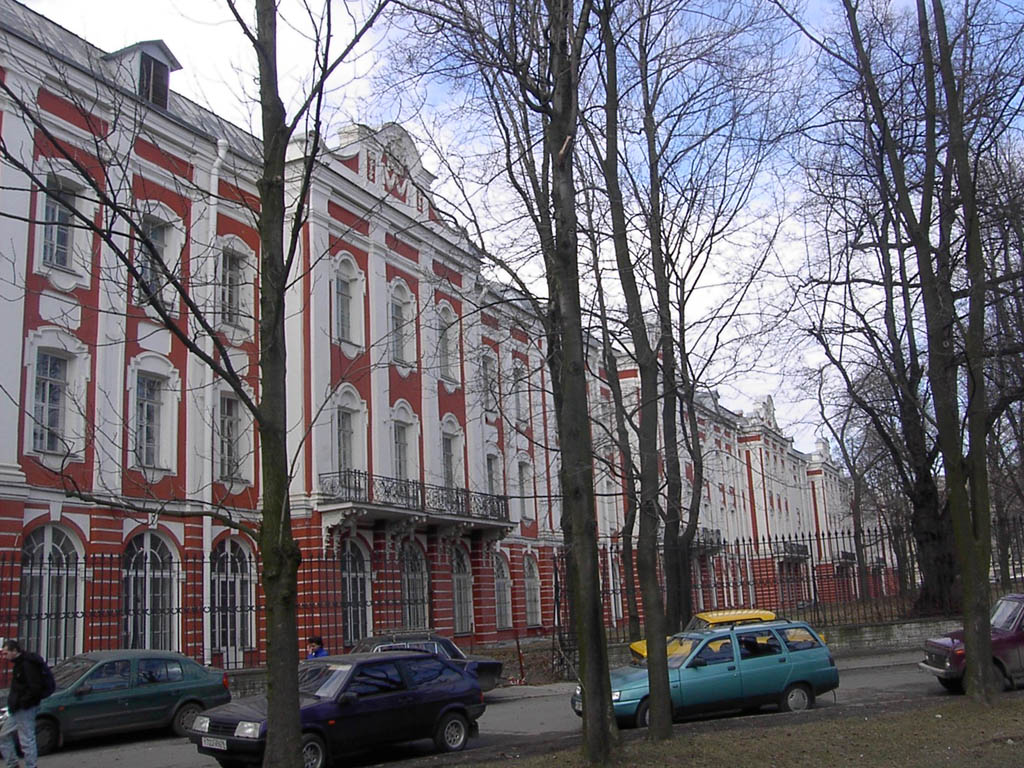
Edificio Histórico de los Doce Colegios, que ahora alberga dependencias de la Universidad Estatal de San Petersburgo

En un primer momento se establecieron nueve Collegium:
- Collegium de Comercio
- Collegium de Inspección Financiera y Control
- Collegium de Asuntos Exteriores
- Collegium de Justicia
- Collegium de Industria
- Collegium de Marina
- Collegium de Gastos Estatales
- Collegium de Ingresos Estatales
- Collegium de la Guerra

Tres nuevos se añadieron más tarde:
- Collegium de Estado
- Collegium de Minería
- Collegium de Organización Ciudadana

Cada collegium tenía un presidente, un vicepresidente, cuatro consejeros, cuatro asesores, un procurador, un secretario y un canciller.

## Abolición
Los collegia fueron reemplazados por ministerios durante la Reforma de Gobierno de Alejandro I de Rusia.